# Vellijärvi
Vellijärvi är en sjö i kommunen Suomussalmi i landskapet Kajanaland i Finland. Sjön ligger 247,8 meter över havet. Arean är 1,73 kvadratkilometer och strandlinjen är 12,19 kilometer lång. Sjön  ingår i Uleälvens huvudavrinningsområde.   Den ligger omkring 130 kilometer nordöst om Kajana och omkring 610 kilometer norr om Helsingfors. 
I sjön finns öarna Talassaari, Hamppusaari och Karhusaari. Söder om Vellijärvi ligger Kivijärvi. 